# 交通事故専門士
交通事故専門士（こうつうじこせんもんし）は、交通事故の被害者救済に役立つ助言、また被害者・加害者間の調整に精通した専門家を認定する民間資格である。NPO法人ジコサポ日本理事長小楠健志により制作、顧問弁護士杉尾健太郎の監修のもと、2013年11月に創設された。

## 概要
初級・中級・準上級・上級の4等級からなり、いずれもジコサポ日本が主催する講習会を受講し、試験に合格する必要がある。また、準上級・上級資格保有者はインストラクターとして、講習会の開催と資格の発行を行うことができる。資格取得者は20２５年６月現在1,７３５名。

## 沿革
- 2013年（平成25年）11月、浜松市役所で「交通事故専門士資格」の記者発表を行う。
- 2013年（平成25年）12月、第1回「交通事故専門士資格取得講習会」を名古屋で開催。第2回を東京渋谷で開催。
  - 総合格闘家の桜井マッハ速人が交通事故専門士資格を取得する。
- 2015年（平成27年）7月、交通事故専門士資格者が1,200名を超える。
- 2015年（平成27年）12月、澤村公康（プロサッカーゴールキーパーコーチ）が交通事故専門士資格を取得する。
- 2016年（平成28年）1月、元文部科学大臣の衆議院議員・塩谷立が交通事故専門士資格を取得する。
- 2016年（平成28年）5月、交通事故専門士資格者が1,500名を超える。
- 2016年（平成28年）5月、衆議院議員の國場幸之助が交通事故専門士資格を取得する。
- 2016年（平成28年）11月、交通事故専門士資格者が1,600名を超える。
- 2017年（平成29年）７月、交通事故専門士のテキストのみの販売を開始する。
- 2018年（平成30年）1月、交通事故専門士オンラインスクールが開講されWeb上で講座を受講し資格を取得することが可能となる。
- 2025年6月交通事故専門士のテキストの電子書籍版の公開が始まる。
- 2025年6月現在、交通事故専門士資格者が1,735名となる。